# Asedio de Marune
El Asedio de Marune (丸根砦の戦い?) fue un conflicto bélico que se desarrolló durante el período Sengoku de la historia de Japón.
El Castillo Marune estaba en ese tiempo bajo las órdenes de Oda Nobunaga. Tokugawa Ieyasu, quien en esos momentos era vasallo del clan Imagawa, logró tomar la fortaleza como parte de las campaña del clan Imagawa que darían como resultado la fatídica Batalla de Okehazama de 1560.
Durante el asedio, Sakuma Morishige, el guardián de Marune fue asesinado por el disparo de un arcabuz.